# Mathilde El Bakri
 (mai 2018).
Pour les articles homonymes, voir Bakri.
Mathilde El Bakri (née le 7 octobre 1985 à Paris) est une femme politique belge, membre du PTB et élue en 2014 au Parlement bruxellois sur la liste PTB-Go!.
Elle a un bachelier en sciences politiques (ULB); un master en sciences de la population et du développement (UCLouvain); et est co-responsable de la maison médicale Médecine pour le Peuple à Schaerbeek.

## Carrière politique
- Député bruxellois depuis le 17 juin 2014

## Controverses
En 2018, Mathilde El Bakri a été au coeur d'une controverse sur son logement. Mathilde El Bakri, alors député régionale et tête de liste PTB aux élections à la ville de Bruxelles, bénéficiait d'un logement appartenant au PTB, pour lequel elle payait un logement "au prix du marché" et se situant au dessus du siège du PTB à Bruxelles. Ce logement aura été la cause de critiques de la part des libéraux francophones, l'accusant de double discours, le logement étant en 2018 l'un des axes de la campagne du PTB à la ville de Bruxelles.